# رامفورد
longitudeرامفوردlatitudeرامفورد
رامفورد (به انگلیسی: Romford) یکی از ناحیه‌های لندن بزرگ است.
این ناحیه که در ۲۲٬۷ کیلومتری شمال شرقی، مرکز لندن قرار دارد، در سال ۲۰۰۵ میلادی ۳۶٬۵۰۰ نفر جمعیت داشته‌است و ایستگاه راه‌آهن رامفورد در آن قرار دارد.